# Globba emeiensis
Globba emeiensis är en enhjärtbladig växtart som beskrevs av Zheng Yin Zhu. Globba emeiensis ingår i släktet Globba och familjen Zingiberaceae. Inga underarter finns listade i Catalogue of Life.